# Mörttjärnen (Lits socken, Jämtland, 702255-147855)
Mörttjärnen är en sjö i Östersunds kommun i Jämtland och ingår i Indalsälvens huvudavrinningsområde. Sjön har en area på 0,0455 kvadratkilometer och ligger 317,7 meter över havet.

## Delavrinningsområde
Mörttjärnen ingår i det delavrinningsområde (702181-147958) som SMHI kallar för Utloppet av Långselet. Medelhöjden är 336 meter över havet och ytan är 7,26 kvadratkilometer. Räknas de 16 avrinningsområdena uppströms in blir den ackumulerade arean 153,97 kvadratkilometer. Mörtån (Blekån) som avvattnar avrinningsområdet har biflödesordning 2, vilket innebär att vattnet flödar genom totalt 2 vattendrag innan det når havet efter 172 kilometer. Avrinningsområdet består mestadels av skog (76 procent) och sankmarker (11 procent). Avrinningsområdet har 0,25 kvadratkilometer vattenytor vilket ger det en sjöprocent på 3,5 procent.